# مطبخ ناميبي
يتأثر المطبخ الناميبي بخلفيتين ثقافيتين متباينتين هما:
- الطهي المحلي، الذي يتميز به سكان ناميبيا الأصليون من قوميات الهيمبا والهيريرو البوشمن.[1]
- الطهي الأوروبي، الذي أدخله المستوطنون الألمان الأفريكان والبريطانيون أثناء الحقبة الاستعمارية.

## مطبخ السكان الأصليين
في الفترة التي سبقت الاستعمار الأوروبي لناميبيا تميز مطبخ السكان الأصليين باستخدام نطاق واسع من الفواكه والجوز البصيلات وأوراق النباتات وأشياء أخرى كانت تُجمع من الغابة سواء من النباتات البرية أو من صيد الحيوانات. وعندما تمكنت قبائل الخويسان (Khoisan) من استئناس الماشية منذ حوالي ألفي سنة بدأت هذه القبائل في استخدام منتجات الألبان وتوفرت لديهم اللحوم. إلا أن استيلاء المستعمرين البيض على أراضي القبائل الزراعية أدى إلى تدهور أحوال الزراعة التقليدية وتقلص مساحة الأراضي الزراعية المتحة للسكان السود.

## مطبخ المستوطنين الأوروبيين

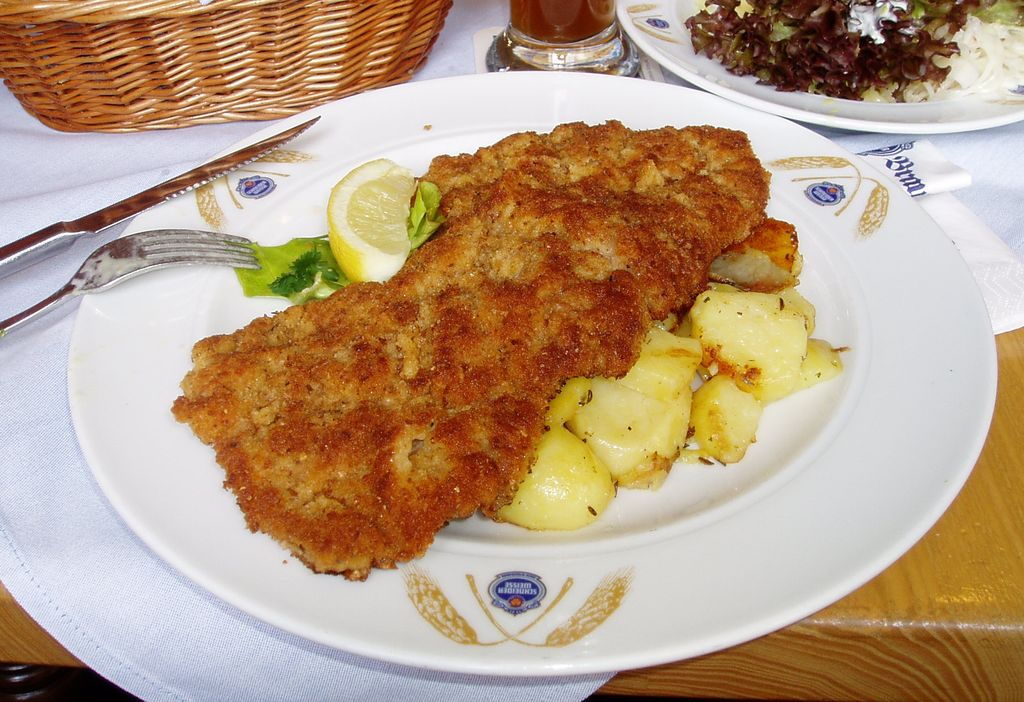
إسكالوب فيينا Wiener schnitzel

في القرن التاسع عشر، بدأ استيطان الألمان في ناميبيا وبدأ معه التأثير الألماني على مطبخ المستوطنين الأوروبيين في ناميبيا، وهو ذلك التأثير الذي ظل قوياً حتى اليوم. ومن أمثلة الأطعمة التي أدخلها المطبخ الألماني إسكالوب (شرائح لحم) فيينا (بالألمانية Wiener schnitzel)ـ

## صناعة النبيذ
احتفظ الألمان الذين استوطنوا جنوب غرب أفريقيا بصناعة النبيذ التقليدية التي عرفوا بها، وما زالت بيرة اللاجر الألمانية (مثل بيرة هانسا وويندهوك) تصنع في ناميبيا للاستهلاك المحلي وللتصدير.